# 加泰羅尼亞海岸山脈

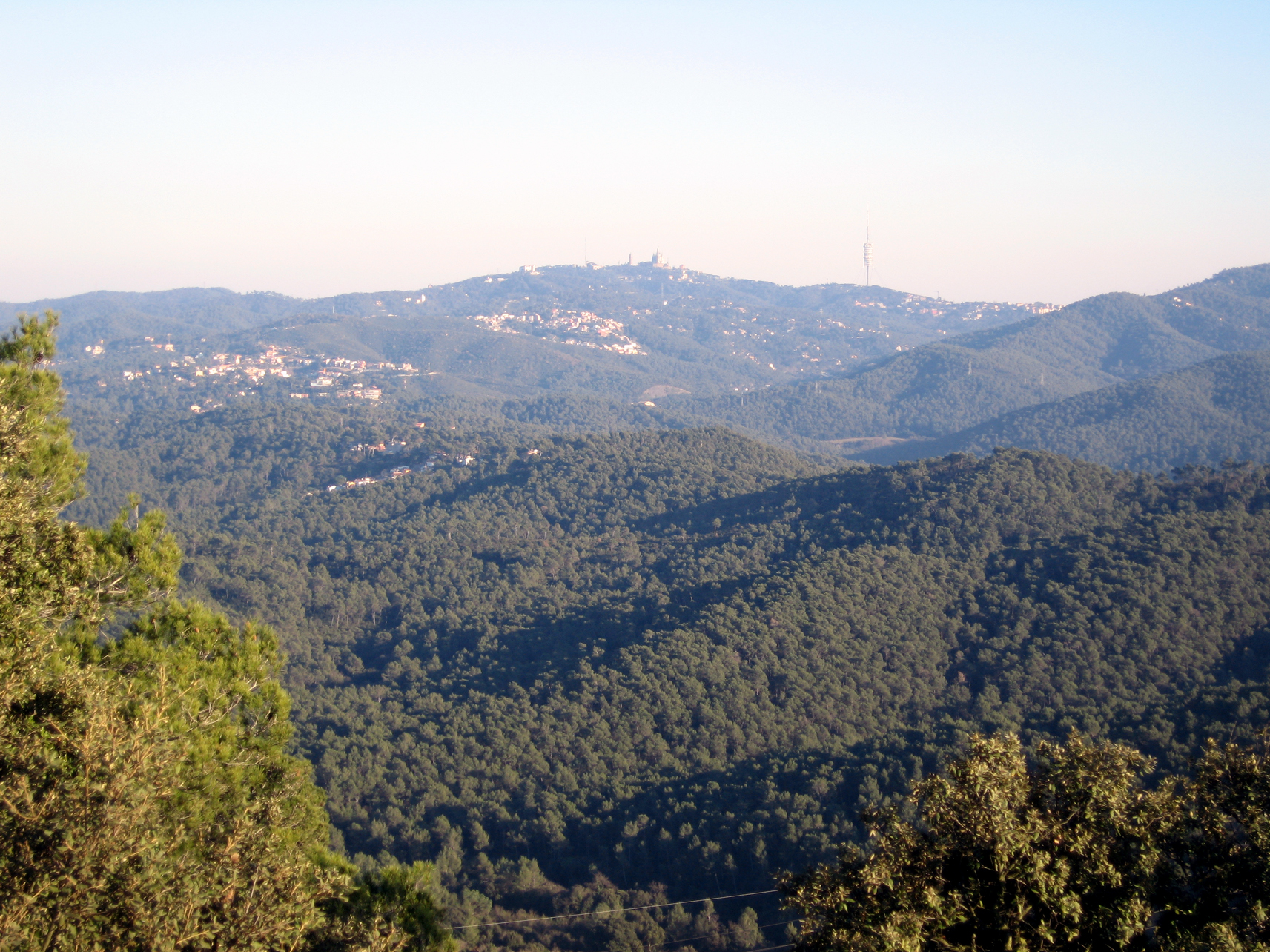

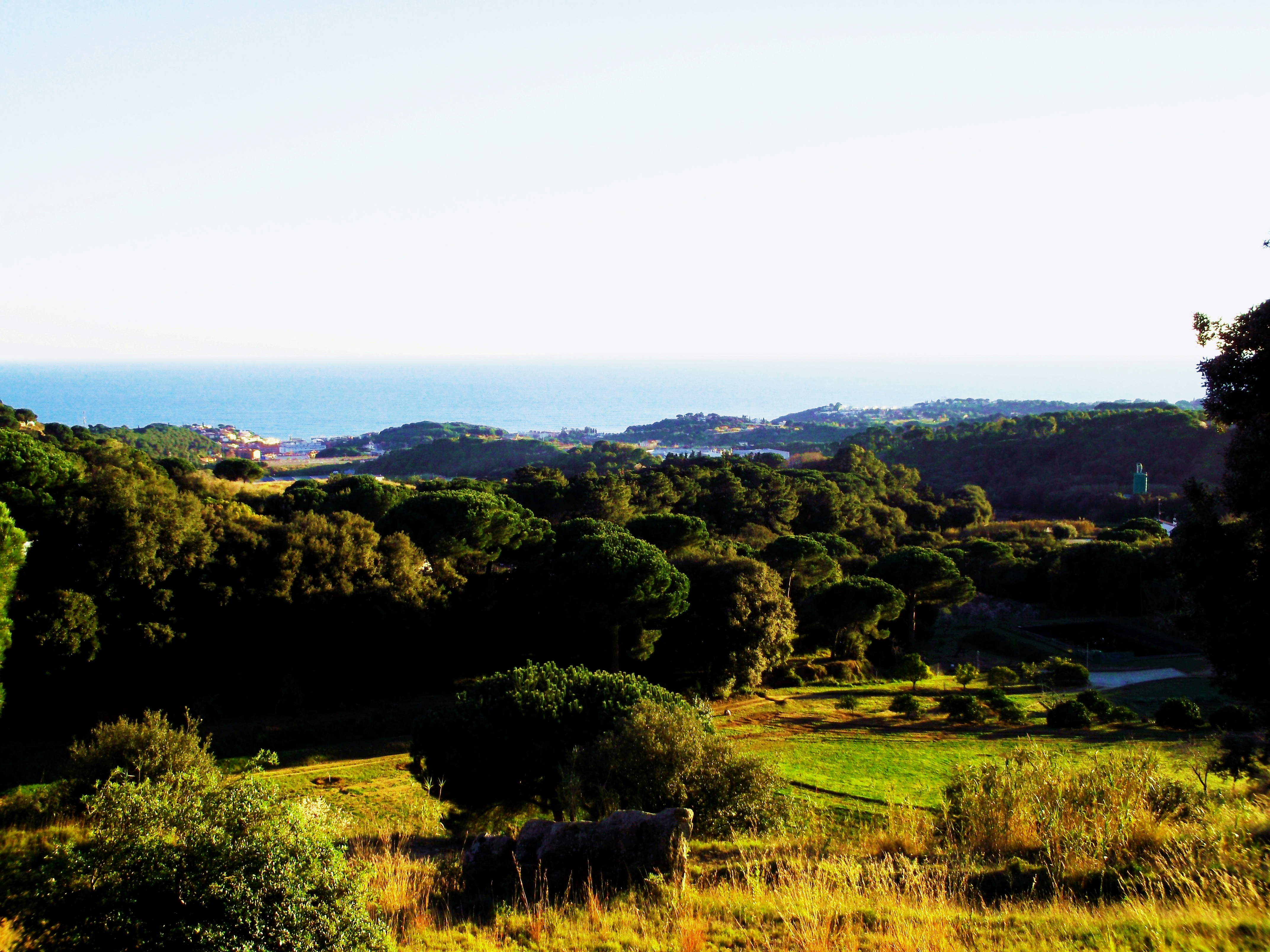

加泰羅尼亞海岸山脈（西班牙語：Cordillera Litoral），是西班牙的山脈，位於該國東北部加泰羅尼亞，處於福什河和羅塞斯灣之間，平均海拔高度約500米，最高點海拔高度763米。

## 子山脈
子山脈從北至南如下︰
- 蒙特格里山
- 貝古爾山脈
- 加瓦雷斯山
- 卡迪雷特斯山
- 蒙特內格雷山
- 科雷多爾山脈
- 聖馬特烏山脈
- 馬里納山脈
- 科利塞羅拉山脈
- 加拉夫山脈
- 蒙特惠克山